# Sistema de gestió de l'aprenentatge
Un sistema de gestió de l'aprenentatge (en anglès, learning management system, LMS) és l'eina fonamental, juntament amb l'objecte d'aprenentatge, al voltant de la qual gira la tecnologia educativa. El LMS és un programari preparat per a planificar, dinamitzar, tutoritzar, avaluar, gestionar i administrar activitats d'aprenentatge.
Un LMS s’encarrega, principalment, de la gestió dels usuaris (alumnes, docents i  d’administradors), els recursos i activitats, i del seguiment del procés d’aprenentatge mitjançant avaluacions i informes, oferint eines de comunicació entre els membres de la comunitat formativa (missatgeria interna, xats, videoconferències, fòrums, etc.)
Al costat d'aquest concepte es planteja l'existència d'un altre tipus d'entorn virtual d'aprenentatge, el sistema de gestió de continguts per a l'aprenentatge (en anglès, learning content management system, LCMS), que és una varietat d'entorn virtual d'aprenentatge centrada en els continguts digitals, en comptes de fer-ho en les activitats. La plataforma programari que gestiona els continguts sol incorporar també aplicacions i serveis necessaris per a gestionar-los, i també per a fer la gestió d'usuaris (estudiants i professors) i cursos.

## Història
La història de l'aplicació de les computadores a l'educació s'omple amb termes àmpliament descriptius com, per exemple, la instrucció administrada per ordinador (en anglès, computer-managed instruction, CMI) i els sistemes integrats d'aprenentatge (en anglès, integrated learning system, ILS), les instruccions informàtiques (en anglès, computer-based instruction, CBI), les instruccions assistides per ordinador (en anglès, computer-assisted instruction, CAI) i aprenentatge assistit per ordinador (en anglès, computer-assisted learning, CAL). Aquests termes descriuen programes de simulació i pràctica, tutorials més sofisticats i més instruccions individualitzades, respectivament. El terme s'utilitza actualment per descriure una sèrie d'aplicacions informàtiques educatives diferents.
El primer sistema d'aprenentatge en xarxa va ser el sistema de gestió d'aprenentatge Plató (en anglès, PLATO learning management, PLM) desenvolupat en els anys 70 per Control Data Corporation. First Class de SoftArc, utilitzat per la Open University (en català, Universitat Oberta) del Regne Unit en els anys noranta i 2000 per oferir aprenentatge en línia a tot Europa, va ser un dels primers LMS basats en Internet.
Un altre factor rellevant per entendre l'evolució dels sistemes de gestió de l’aprenentatge és la transformació dels Sistemes de Gestió de Continguts (en anglès, Content Management System, CMS) o, dit en altres paraules, els gestors de contingut. En una primera etapa, els gestors de continguts estan integrats a les plataformes d'e-learning. Les seva funció és la creació i gestió de la informació en línia, és a dir, textos, imatges, gràfics, vídeos, so, entre d'altres. Per contra, el sistema impedeix el treball col·laboratiu perquè no disposa de fòrums, xats, diaris, etc.
En una segona instància, els LMS sorgeixen a partir dels CMS. Proporcionen un entorn més dinàmic perquè permet l’actualització, manteniment i ampliació del web tradicional. Estan orientats a l’aprenentatge i l'educació. A més, ofereix als usuaris eines per a l’administració i gestió de continguts acadèmics. A tall d’exemple, es desenvolupen funcions que permeten la distribució dels recursos, notícies, cursos i continguts relacionats amb la formació general.
La tercera etapa té relació amb l'eclosió dels LCMS. És el resultat de la suma entre els CMS i els LMS. Els LCMS, però, afegeixen tècniques de gestió del coneixement més sofisticades.

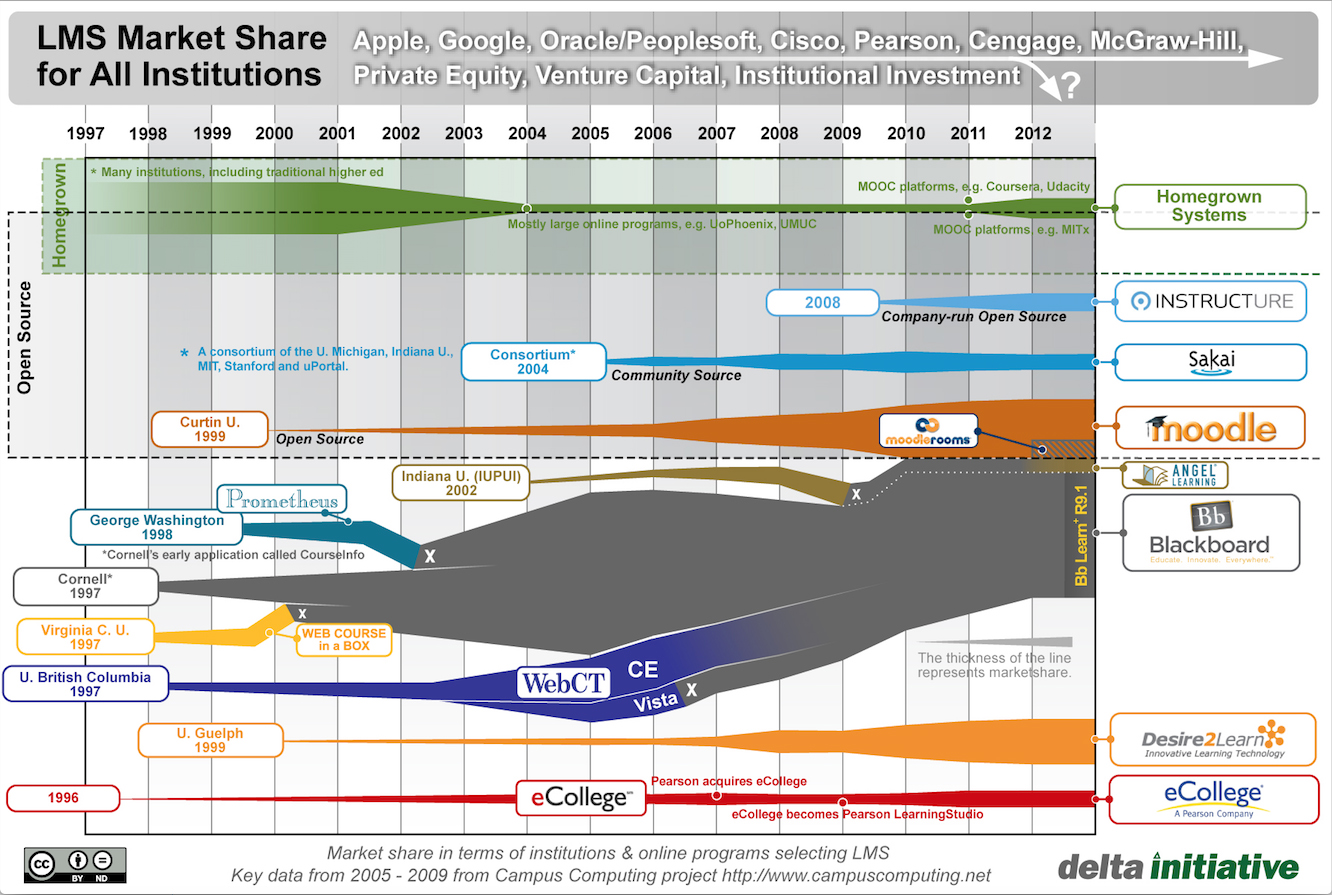
Gràfic en què s'aborda l'índex de penetració dels principals LMS o sistemes de gestió de l'aprenentatge.

## Sistemes de gestió de l'aprenentatge i sistema de gestió de continguts per a l'aprenentatge
Formalment, l'IEEE Learning Technology Standards Commitee (LTSC) defineix l'LMS com un sistema especialitzat en tecnologia educativa basat en Internet i en les tecnologies World Wide Web, que proporciona educació i ensenyament seguint el paradigma d'aprenentatge obert a distància. Una altra definició més concreta que aquesta i que va més enllà d'enunciar l'objectiu final d'aquest tipus de sistemes és l'aplicació programari basada en tecnologia web utilitzada per a planificar, implementar i assessorar en un entorn d'aprenentatge. Típicament un sistema de gestió d'aprenentatge proporciona un instructor que pot crear o enviar contingut i un entorn en què els estudiants participen i reben assessorament amb la finalitat de millorar el rendiment. Un LMS també pot proporcionar als estudiants la possibilitat d'interaccionar amb zones de debat, videoconferència o fòrums de discussió.
A partir d'aquesta definició és clar que l'objectiu principal d'aquest tipus de sistemes és afavorir el progrés acadèmic dels estudiants, i amb aquesta finalitat els sistemes d'aprenentatge en línia disposen de funcionalitats per al suport de tasques d'aprenentatge individuals, i també d'unes altres que afecten grups d'estudiants, com ara la creació d'aules i assignació d'instructors a cursos, la gestió de bústies per a enviar activitats d'avaluació i d'espais virtuals que afavoreixen la interacció dels estudiants mitjançant l'intercanvi d'opinions i coneixements.
En aquest sentit i destacant-ne les funcionalitats, trobem definit l'LMS com a:
Programari que automatitza l'administració d'esdeveniments d'aprenentatge. L'LMS registra usuaris, cataloga cursos i emmagatzema dades d'estudiants, alhora que permet gestionar-los. Un LMS generalment és capaç de funcionar amb cursos de múltiples publicadors i proveïdors. Habitualment no inclou eines d'autoria, i en lloc d'això se centra en la gestió de cursos creats per una àmplia varietat de fonts.
Així, doncs, és fàcil adonar-se que, a part de les tasques pròpiament dirigides a l'aprenentatge o adquisició de competències que són les tasques en què es focalitza aquest tipus de sistemes, fan falta altres funcionalitats per a possibilitar el desenvolupament de l'activitat acadèmica. Per exemple, funcions de gestió d'estudiants o usuaris del sistema, catalogació de cursos, gestió d'aules, de competències, de coneixement, gestió de serveis de comunicació (fòrums de discussió o videoconferències), tutorització, generació d'informes sobre l'evolució del procés d'aprenentatge i avaluació dels estudiants.
La gran diversitat de tasques que ha de portar a terme un LMS ha donat lloc a la creació d'eines o sistemes complementaris que amplien les funcionalitats de la plataforma d'aprenentatge electrònic (e-learning), com les eines de creació de continguts, d'autoria, d'avaluació, els sistemes de gestió de continguts d'aprenentatge, els proveïdors de serveis d'aprenentatge, els sistemes de gestió d'estudiants, els sistemes de planificació de recursos o els sistemes de comptes.

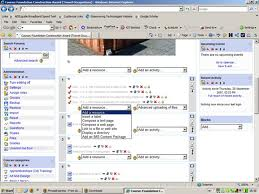
Exemple d'interfície d'LCMS: Moodle

Encara que els LMS actuals són sistemes concebuts per a fer tasques concretes relacionades amb l'aprenentatge determinades prèviament, avui dia hi ha alguns autors que parlen d'una nova generació d'LMS basats no en l'aprenentatge, sinó en el mateix procés d'aprenentatge amb cert caràcter dinàmic, cosa que permet parlar de sistemes d'aprenentatge adaptatius.
No obstant això, els usuaris d'aprenentatge electrònic han necessitat cada vegada més eines integrades en els entorns que els permetin accedir a prestacions del sistema per a les quals els LMS no tenien la resposta adequada. Per això sorgeixen els sistemes de gestió de continguts per a l'aprenentatge, que tenen l'origen en el concepte de sistema de gestió de continguts (content management system, CMS).
La definició més senzilla d'un sistema de gestió de continguts per a l'aprenentatge és la que el descriu com un sistema que permet crear, emmagatzemar, gestionar i desenvolupar els continguts d'aprenentatge electrònic amb la forma d'objectes d'aprenentatge, per a servir les necessitats dels individus. Com defineix Boneu:
Els LCMS són plataformes que integren les funcionalitats dels CMS i els LMS, que incorporen la gestió de continguts per personalitzar els recursos de cada estudiant i on les empreses es converteixen en la pròpia entitat editora, amb autosuficiència en la publicació del contingut d'una forma senzilla, ràpida i eficient, resolent els inconvenients de les anteriors plataformes.
Al començament, els LMS i LCMS tenien una naturalesa complementària: els LCMS no es van dissenyar per a reemplaçar els LMS, sinó per a proporcionar als clients que ho requerien la capacitat de gestionar també els continguts d'aprenentatge i els recursos de cada estudiant. Els LCMS faciliten als professors la divisió dels cursos en unitats cada vegada més petites (granulació), i d'aquesta manera fomenten la reutilització de continguts i simplifiquen la creació dels cursos. No obstant això, a la pràctica, la categoria a què pertanyen les plataformes més habituals d'aprenentatge electrònic, com ara Canvas, Moodle o Blackboard, sol rebre el nom d'LMS o LCMS indistintament, cosa que no implica que formalment hi hagi algunes diferències entre les funcionalitats i eines que proporcionen aquests dos tipus de sistemes.

## Característiques
Les característiques bàsiques de qualsevol sistema de gestió de l'aprenentatge, són les següents:
- Centralització i automatització de la gestió de l'aprenentatge.
- Flexibilitat. La plataforma s'adapta en funció de les necessitats de la institució, els continguts i de l'estil pedagògic de l'organització. A la vegada, permet generar cursos amb facilitat i agilitat.
- Interactivitat. El destinatari de la formació es converteix en protagonista del seu propi aprenentatge construint coneixements a partir de la interrelació amb: la comunitat d'aprenentatge, la plataforma (docent i resta de companys/es), amb els recursos d'aprenentatge que es faciliten i amb altres serveis.
- Escalabilitat. Els recursos poden funcionar amb una activitat variable d'usuaris segons les necessitats de l'organització.
- Funcionalitat. Prestacions i característiques que fan que cada plataforma sigui l'adequada (funcional) segons els requeriments i necessitats dels usuaris.
- Usabilitat. Facilitat amb què els usuaris poden emprar la plataforma a fi d'assolir un objectiu concret.
- Integració. Les plataformes poden integrar-se amb altres aplicacions complementàries; en funció de la intencionalitat pedagògica del projecte formatiu, per exemple, eines de gestió de projectes, eines de treball col·laboratiu, eines per a la gestió d'analítiques d'aprenentatge (learning analytics) i un llarg etcètera.

## Funcionalitats generals
Els sistemes de gestió de l'aprenentatge presenten les següents funcionalitats:
- Creació i distribució de contingut. Un LMS permet la disposició de recursos en diferents formats: textos, àudios, imatges, vídeos, SCORMS, enllaços, etc. allotjats en el propi sistema o en servidors externs.
- Eines de treball col·laboratiu. Des de l'administració de la plataforma es poden organitzar grups de treball i facilitar les eines perquè es puguin fer activitats de manera col·laborativa, per exemple: espais compartits d'arxius, wikis, blogs, etc. El sistema LMS ha d'emmagatzemar totes les relacions entre alumnes i altres usuaris participants[13] i entre els usuaris i els diferents elements de l'aplicació.
- Recursos per a l'avaluació. El sistema monitoritza l'activitat dels alumnes (accessos a la plataforma, temps d'ús de les eines, assistència a les tutories i a les sessions de formació virtual, índex de participació en les activitats col·laboratives, etc.); i ofereix la possibilitat d'incloure aquests registres dins del sistema d'avaluació de l'alumnat, en funció dels paràmetres d'avaluació que s'hagin definit en les diferents accions formatives. A la vegada, la plataforma inclou una bateria d'eines que permeten: generar proves objectives d'avaluació/autoavaluació i la gestió de lliuraments. A més a més, permet calcular i mostrar als alumnes els resultats obtinguts, des d'una visió global i en cadascuna de les evidències plantejades.
- Comunicació interpersonal. Les plataformes disposen de recursos comunicatius, per tal de garantir-ne la interactivitat. Les eines més freqüents són: el xat, el servei de missatgeria interna o per correu electrònic, la videoconferència i altres.
- Eines de gestió administrativa i acadèmica, que permeten generar cursos, gestionar-ne els continguts, organitzar grups de treball i assignar permisos dels usuaris, generar expedients o certificats finals. Aquestes funcionalitats estan disponibles per a usuaris amb un rol docent o administradors de la plataforma.

## Aspectes tècnics
La majoria dels recursos LMS estan basats en tecnologies www (world wide web). Aquesta varietat d'estratègies d'integració permet incrustar continguts en LMS, inclús en l'especificació SCORM (en anglès, Sharable Content Object Reference Model) i LTI (en anglès, Learning Tools Interoperability). Aquestes darreres, conegudes com a Interoperabilitat de les eines per a l'aprenentatge, són un protocol estàndard desenvolupat per IMS Global Learning Consortium que ofereix alguns serveis en línia i que es poden integrar amb els LMS. Alguns LMS són també oferts com a SaaS (software as a service), amb un allotjament web (hosting) ofert pels venedors.

## Qualitat i avaluació de l'aprenentatge electrònic
Hi ha diversos criteris que poden ajudar a indicar la qualitat d'un LMS, derivats, és clar, de les característiques que ha de tenir un bon sistema de gestió de l'aprenentatge. Aquests criteris es poden classificar entorn de categories com les funcionalitats que aporta, el cost d'implementació i manteniment, la facilitat de manteniment, la usabilitat i documentació per a l'usuari, l'acceptació de la comunitat educativa en general, la conformitat amb estàndards, la capacitat d'integració amb altres LMS, l'escalabilitat o la seguretat.
Mirant, però, més enllà de la plataforma, per a examinar, avaluar o comparar el model general d'aprenentatge electrònic d'una institució es pot prendre com a model de referència el model de maduresa d'aprenentatge electrònic eMM (e-learning maturity model). Amb aquest model es vol avaluar el grau de maduresa del procés d'ensenyament-aprenentatge electrònic d'una organització examinant els LMS i els processos que s'hi desenvolupen a dins (o a l'entorn). Aquesta avaluació s'organitza entorn del concepte d'àrea de procés i les funcions que es duen a terme en aquestes àrees.

## Eines LMS de codi obert i comercials
En l’actualitat, es pot trobar en el mercat diversos sistemes de gestió de l’aprenentatge. En qualsevol cas, l'elecció d’un programari o d’un altre dependrà de factors com si és de codi obert o bé si està dissenyat per a ús comercial.
Per una banda, hi ha les plataformes d’e-learning de codi obert, és a dir, que el tipus de programari està projectat per a ser distribuït i desenvolupat lliurement. La llicència d'un programari de codi obert forma part del domini públic. Així i tot, encara que el seu ús i distribució són lliures, a posteriori poden presentar costos per al manteniment de la plataforma o que sigui necessari contractar personal qualificat, etc.
Per altra banda, les plataformes comercials estan, a la vegada, segmentades en dues tipologies segons la forma de pagament. La primera, a través del núvol, amb un alt poder de convocatòria, ja que el subscriptor paga en funció de l'ús que faci de la plataforma. Per exemple, es paga en funció del nombre d'alumnes actius en la plataforma, per cursos, mòduls, etc. En el segon cas, les plataformes d’e-learning de pagament per llicència d'ús. En aquests casos es paga un temps determinat, que pot ser des d'un mes fins a un any. Durant el temps que tinguis la llicència, pots fer servir el sistema per a un nombre il·limitat de persones i impartir tants cursos i mòduls com es necessiti.
A continuació es detallen les plataformes més rellevants que es poden trobar al mercat.

### Plataformes comercials o amb llicència d’ús

#### Blackboard
Entre els sistemes de gestió de l’aprenentatge sota llicència destaca Blackboard. Una de les seves principals virtuts és que els estudiants aprenen en funció del seu propi estil i ritme, per tant, destaca la seva gran flexibilitat. La filosofia de treball de Blackboard és molt ambiciosa i el seu equip de desenvolupadors s'ha plantejat com a objectiu treballar conjuntament amb estudiants i formadors per convertir l'aprenentatge en atractiu, accessible i valuós, replantejant els actuals sistemes d'ensenyament-aprenentatge i avançant cap a un qüestionament i evolució dels mètodes actuals.

#### eDucativa
eDucativa ofereix una plataforma senzilla per gestionar cursos a través d'internet. Per donar-se d’alta cal demanar un pressupost. Els seus serveis els utilitzen tot tipus d'empreses i institucions, no només reduïdes en l’àmbit escolar i/o universitari.
El web està en espanyol i tenen el seu suport d'atenció a Espanya. Un factor que pot resultar molt avantatjós per a qualsevol consulta o dubte que pugui sorgir al respecte.

#### Saba
Aquesta plataforma també cal sol·licitar un pressupost previ per donar-se’n d’alta. Es tracta d'una plataforma LMS molt completa, ja que permet fer un seguiment molt exhaustiu de l’aprenentatge: en concret, millora els programes amb un seguiment personal, utilitza enquestes, facilita avaluacions, etc.

#### FirstClass
És una plataforma d'e-learning, de pagament per ús, oferta per l'empresa Open Text. No és necessària la instal·lació en el servidor, pot utilitzar-se en el núvol i s'adapta a tota mena de dispositius. Es fa servir tant en entorns educatius com corporatius. Està pensada, més aviat, per a professionals a causa del cost i les característiques tècniques que requereix.

#### NEO LMS
NEO LMS està pensada per a tota mena de públic i de sectors educatius. La plataforma està dissenyada per operar en totes les etapes educatives, és a dir, des d'estudiants d'educació primària fins a universitaris. Té una interfície fàcil d'usar, no requereix d'instal·lació ni de coneixements de programació.

#### Slack
Slack és una eina client en núvol que afavoreix el treball col·laboratiu per equips. En principi, era una eina d'ús intern que feia servir l'equip que desenvolupava el videojoc, ja extint, Glitch. Va ser llançat al mercat l'agost de 2013. Slack facilita la col·laboració i interacció dels alumnes a través dels diferents canals de l'aplicació. Això promou la participació constant i la integració de l'eina en la rutina de l'estudiant. Els #hashtags, les @mencions i la funció de compleció automàtica de text funcionen de manera similar a Twitter. A més, facilita que els alumnes rebin missatges i avisos de part del professor, ja que les notificacions els arriben als seus dispositius mòbils, la qual cosa n'assegura la ràpida revisió.
Pel que fa a les aplicacions didàctiques i/o acadèmiques, Slack pot ser emprada tant a l'aula, amb els estudiants, com als departaments, les facultats o els grups d'investigació. És una eina de comunicació per a l'organització i l'elaboració de projectes, pràctiques i treballs que s'han de realitzar en equip de manera col·laborativa.

#### Bloomfiire
Bloomfire és una altra plataforma LMS de pagament que té com a objectiu augmentar el coneixement compartit en una organització. En aquest sentit, Bloomfire anima els usuaris a la creació, difusió i la distribució dels continguts amb un grup específic per augmentar la intel·ligència col·lectiva.

#### Lessonly
Lessonly presenta les següents característiques: crea i ofereix una formació sense esforç, capacita l'equip per aprendre i créixer, augmenta la productivitat amb les integracions i, per acabar, impulsa i mesura l'alt rendiment.

#### Paradiso ME
Plataforma e-learing de Mèxic i Colòmbia privada, dedicada a crear mòduls educatius i continguts digitals per empreses. Ofereix cursos amb usabilitat fàcil i personalitzada. Es compatible amb dispositius mòbils i compta amb integracions per a Google Apps, Dropbox, Adobe, Sharepoint i Microsoft, entre d'altres.

#### Capability
Capability engloba mes de 500 cursos digitals en temes empresarials i capacitació en ventes a través d'una plataforma mòbil. Dona opcions als treballadors de fer cursos individuals o per packs. Es fàcil d'utilitzar i permet rastrejar e involucrar als seus usuaris per garantir un millor resultat d'entrega.

#### Workramp
Plataforma que ofereix quatre programes de solucions adaptades específicament a negocis, per generar ingressos i augmentar la satisfacció del client. Proporciona un software de habilitació per ajudar a crear equips de primer nivell. Els programes són: Ventes, èxit del client, productes i empleats. Reuneix totes les característiques que es necessiten per desenvolupar programes de capacitació a gran escala.

#### Learncore
LearnCore és un LMS aplicable a la gestió d'accions de formació, que es caracteritza per impulsar el desenvolupament de competències tècniques i transversals (soft skills). Està indicat per a l'ús educatiu i corporatiu. El valor afegit de LearnCore és la possibilitat d'incorporar el treball per competències dins dels disseny d'instruccions de les accions formatives, proporcionant els mitjans tecnològics necessaris per a la seva implementació i avaluació.
LearnCore proposa un sistema metodològic sintetitzat en dues fases: Pas 1: Knowlegde, que integra la interacció de l'alumne amb els continguts i un posterior a verificació dels aprenentatges a través de proves d'avaluació, i pas 2: Skills, que implica l'aplicació pràctica d'aquests continguts mitjançant el desenvolupament de competències tècniques i transversals.

#### Continu
Continu és una plataforma LMS dirigida a l'ús de capacitació corporativa que proposa un disseny d'instruccions basat en la segmentació dels continguts, presentant un sistema de càpsules formatives (Bite-Sized Learning). L'objectiu de la proposta és optimitzar les accions de formació a les dinàmiques d'aprenentatge de les persones treballadores en actiu, presentant formats de curs compactes i de curta durada, segmentats per àmbits temàtics molt específics, escalable en nivells i accessibles des de qualsevol plataforma tecnològica (responsius).

#### Google Classroom
Està dins de G Suite for Education, és gratuïta i la poden fer servir centres de formació, usuaris particulars que posseeixin comptes de Gmail o organitzacions sense ànim de lucre. Es diferencien quatre perfils a Classroom: professors, alumnes, tutors i administradors cadascun amb diferents permisos o tipus de funcions. Per exemple el professor pot crear i gestionar classes, tasques i notes i els tutors rebre un resum del treball dels alumnes per correu electrònic. Es pot usar en la versió web, i és compatible amb els principals navegadors o mitjançant les aplicacions mòbils per Android i IOS.

### Plataformes amb codi obert

#### Moodle
Moodle és una plataforma d'aprenentatge dissenyada per proporcionar a educadors, administradors i estudiants un sistema integrat únic, robust i segur per a crear ambients d'aprenentatge personalitzats. És un projecte dirigit i coordinat per una organització australiana de 30 desenvolupadors, que està suportada financerament per una xarxa mundial de prop de 60 companyies. Moodle ha impulsat un gran nombre d'ambients d'aprenentatge i té la confiança d'institucions i organitzacions grans i petites, incincloent-hiShell, l'Escola Londinenca d'Economia (London School of Economics), la Universitat Estatal de Nova York, Microsoft i la Universitat Oberta del Regne Unit (Open University). El nombre d'actual d'usuaris de Moodle a escala mundial és de mesmés 65 milions d'usuaris el que la converteix en la plataforma d'aprenentatge més utilitzada del món. Des del punt de vista tècnic, Moodle pot descarregar-se en el propi servidor web presentant l'opció de demanar assistència a un Moodle Partners.

#### Dokeos
Amb 15 anys al mercat, és un programari pioner en tècniques i metodologies en línia en el sector de l'educació universitària en llengües francesa i anglesa. En l'oferta de serveis, s'adapta a les noves necessitats i canvis en les pràctiques de negocis: l'aprenentatge informal, les xarxes socials de negocis, l'augment de la mobilitat i la reubicació del personal.

#### Canvas LMS
El punt més fort de Canvas, a diferència d'altres LMS de codi obert, és que aquest funciona 100% en el núvol, és a dir, no cal allotjar-ho en cap servidor. Canvas treballa d'una manera molt visual i intuïtiva. També es disposa de la versió Canvas Network, més enfocada cap al sector empresarial.

#### Sakai
Es tracta d'una comunitat internacional que col·labora per crear tecnologia amb la finalitat de millorar l'ensenyament, l'aprenentatge i la investigació. Sakai està constituït a partir de diverses organitzacions que inclouen tant grans universitats com col·legis petits, centres d'ensenyament primari i secundària, hospitals, organitzacions governamentals, societats d'investigació i partits polítics.

#### Chamilo LMS
El projecte Chamilo neix el 2010 a Bèlgica de la mà d’una associació sense ànim de lucre amb el mateix nom. Aquesta plataforma està present en més del 80% dels països del món, amb l’objectiu d'impulsar l'educació a països en vies de desenvolupament. Tanmateix disposa d'una interfície senzilla i fàcil d'utilitzar.

#### LMS de Wordpress plugin, LearnPress
Aquesta solució està pensada pels webs que estiguin sustentats en un gestor de continguts de tipus Wordpress. Es tracta d’un connector que permet impulsar l’e-learning amb el popular CMS. En l’actualitat, hi ha una multitud de possibilitats per portar a terme un projecte d’aquestes característiques: LearnDash, Good LMS, LearnPress, etc. El plugin LearnPress es pot descarregar des del propi web de WordPress, i és fàcil d'utilitzar. Recurs online: {{format ref}} http://www.apega.org/attachments/article/1056/plataformas_lms.pdf

## Evolució i perspectives de futur
Partint de la base que la forma de comunicar-nos ha canviat, de forma substancial, amb el pas dels anys, l’aprenentatge i les formes de transmissió del coneixement també han mostrat una evolució molt rellevant.
En aquest sentit, els sistemes de gestió de l’aprenentatge en dispositiu mòbils han obert un món de possibilitats per a docents i discents. De fet, els LMS mòbils ofereixen una experiència d’aprenentatge més personalitzada i exhaustiva, a diferència dels mètodes d'instrucció tradicionals.
D’altra banda, el futur dels LMS també passa per la realitat virtual i la realitat augmentada. L’objectiu és crear ambients més realistes i, de retruc, més vivencials. La implantació d’aquesta tecnologia permetrà perfeccionar els mètodes articulats en l'aprenentatge orientat a l’acció (learning by doing) i l'aprenentatge orientat a la visió (learning by seeing). A més, els dispositius portàtils són els complements ideals per recrear aquestes escenificacions.
Per altra part, els LMS mòbils impulsaran una major versatilitat i funcionalitat dels usuaris, és a dir, oferiran noves dimensions de personalització. Tanmateix incorporaran més eines de retroalimentació, seguiment i avaluació contínues. En l'economia de la informació, la interacció i la gestió d’aquestes dades són la base per modernitzar els processos i, amb especial atenció, la gestió del talent.
Per acabar, els robots també jugaran un paper molt actiu en el futur dels sistemes de gestió de l’aprenentatge. Els experts sobre LMS remarquen que, en un futur, es podrà automatitzar de forma intel·ligent moltes tasques repetitives que usualment recauen en els educadors. Aquesta és la nova frontera de l'Aprenentatge Adaptatiu (adaptive learning).